# William Mundy (politico)
William Mundy (Derby, 14 settembre 1801 – 20 aprile 1877) è stato un politico inglese.
Era nipote del poeta Francis Noel Clarke Mundy e figlio di Francis Mundy, eletto al Parlamento per il Derby. Proprio come il padre seguì la carriera politica ed in pochi anni fu Giudice di Pace, parlamentare per il Sud Derbyshire dal 1849 al 1857 e dal 1859 al 1865 e, per il biennio 1844-1845, High Sheriff del Derbyshire. Sua sorella Costanza era sposata a William Henry Fox Talbot, il fotografo.
Aveva anche un'altra sorella, Laura, morta il 1º settembre 1842 a Londra. Nel 1856 Mundy venne eletto Presidente della Derby Town and County Museum and Natural History Society. La collezione di proprietà della Society crebbe e nel 1856 venne inizialmente offerta alla città da Mundy, ma l'offerta venne respinta.